# Ryūsuke Mita
Ryūsuke Mita (見田 竜介 Mita Ryūsuke?) (24 de agosto de 1967) es un mangaka japonés. Es principalmente conocido por ser el creador de Dragon Half, un manga que fue adaptado en OVA. Hijo de Munesuke Mita (見田 宗介?), un conocido sociólogo japonés. Está casado con la también mangaka kaponesa Ogishima Chiaki (御祗島千明 Ogishima Chiaki?).

## Biografía
Cursó sus estudios en el instituto en Hachiōji (Tokio), y más tarde se inscribió en el Tokyo Animation College. Tras trabajar como entintador y pintor en Studio Ghibli, participó en la película Tenkū no Shiro Laputa, decidió emprender un nuevo rumbo como ilustrador en revistas de videojuegos, adoptando el seudónimo de Futeki Banzai (不敵万才?). En 1988, el artista debutó como mangaka en la revista Dragon Magazine.

## Trabajos

### Manga
A continuación se detallan los principales trabajos realizados, además de otros trabajos que ha llevado a cabo bajo el seudónimo Aya Hanagatami (花筐絢?) formado junto a su mujer a partir de 2014.
- 1988-1994 Dragon Half
- 1992-1997 Darkhair Captured
- 1997-1999 Aiten Ryōō Monogatari
- 2000 Shugen Byakuryū Rubikura
- 2001-2003 Senkōka Rubikura
- 2009 Hurting Girls
- 2004 Shugen Musume Tenguri
- 2005 Kaizō Shōjo Yuzu
- 2006 Rose Rosse
- 2007 Oh! My Master

### Diseño personajes videojuegos
- 1990 Shenan Dragon[7]
- 1991-1994 Quiz Avenue I,II y III[8]
- 1993 Dragon Half[9]
- 2021 Astalon: Tears of the Earth[10]